# Усть-Тимське сільське поселення
Усть-Ти́мське сільське поселення (рос. Усть-Тымское сельское поселение) — сільське поселення у складі Каргасоцького району Томської області Росії.
Адміністративний центр та єдиний населений пункт — село Усть-Тим.
Населення сільського поселення становить 401 особа (2019; 460 у 2010, 553 у 2002).